# Domingo Urtiaga
Domingo Urtiaga (auch Domingo de Urteaga, * in Azpeitia, † um 1530) war ein baskisch-stämmiger Steinmetz und Architekt in der Region um die Stadt Valencia im Südosten Spaniens.

## Werke
Zusammen mit anderen plante und erbaute er das „Meereskonsulat“ (Consulado de Mar) und die Seidenbörse (Lonja de la Seda) von Valencia. Außerdem schuf er die im Jahr 1513 fertiggestellte Església de Sant Bertomeu in der ca. 100 km südöstlich gelegenen Küstenstadt Xàbia. Auch beim teilweisen Neubau der Iglesia de Santa María von Cocentaina wird sein Name erwähnt.